# Харлем (Флорида)
Харлем (енгл. Harlem) насељено је место без административног статуса у америчкој савезној држави Флорида.

## Демографија
По попису из 2010. године број становника је 2.658, што је 72 (-2,6%) становника мање него 2000. године.
| Група             | 2000.         | 2010.         |
| Белци             | 29 (1,1%)     | 24 (0,9%)     |
| Афроамериканци    | 2.604 (95,4%) | 2.546 (95,8%) |
| Азијати           | 3 (0,1%)      | 1 (0,0%)      |
| Хиспаноамериканци | 72 (2,6%)     | 81 (3,0%)     |
| Укупно            | 2.730         | 2.658         |